# Don Taylor

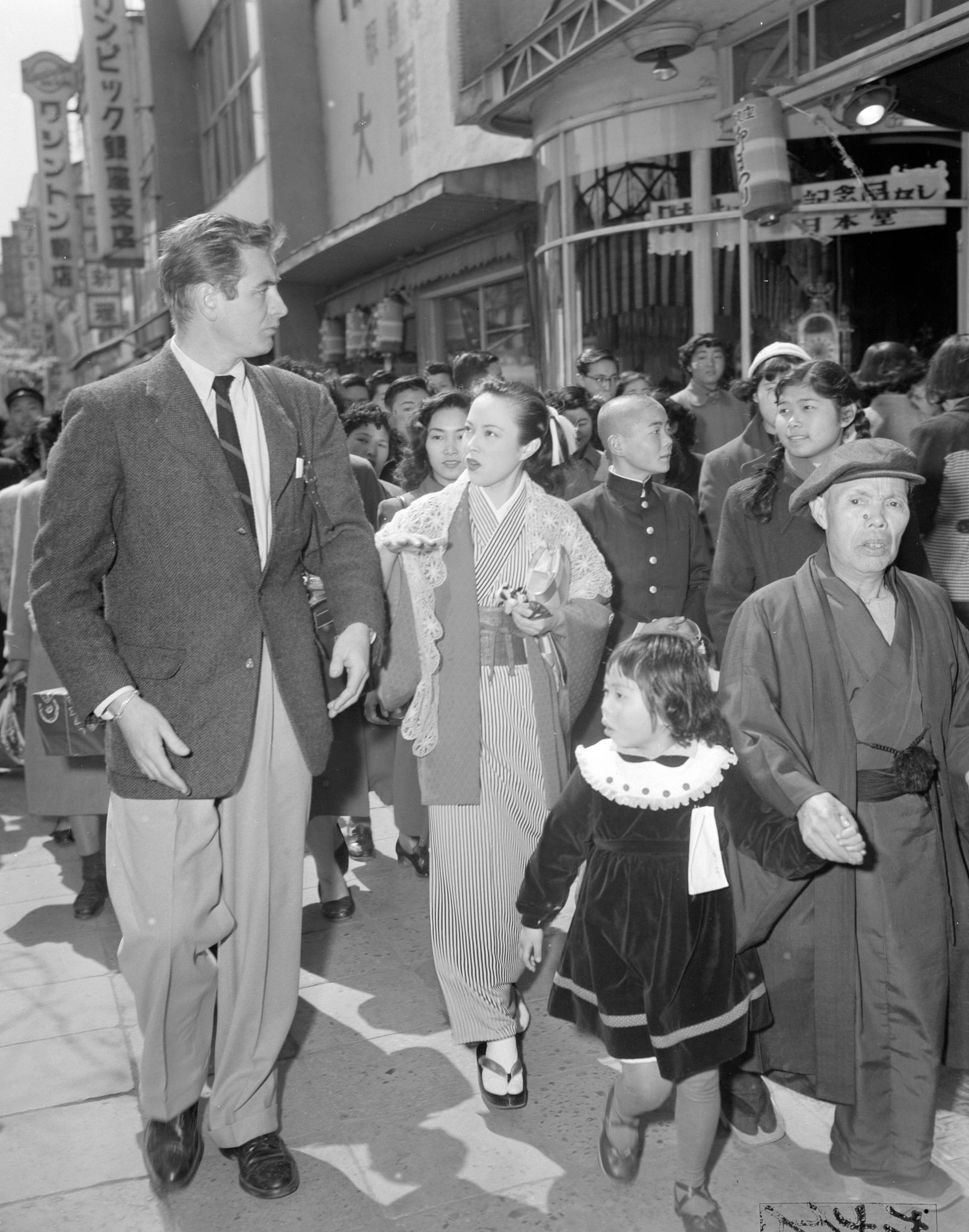
Don Taylor (links, 1953) in Tokyo

Don Taylor (* 13. Dezember 1920 in Freeport, Pennsylvania, Vereinigte Staaten; † 29. Dezember 1998 in Los Angeles, Kalifornien, Vereinigte Staaten) war ein US-amerikanischer Film- und Fernsehregisseur, Schauspieler, Produzent sowie Drehbuchautor.

## Leben
Don Taylor studierte Sprache und Drama an der Pennsylvania State University. 1943 begann er seine Karriere im Filmgeschäft als Schauspieler, im gleichen Jahr wurde er in die United States Army eingezogen und spielte in einigen Produktionen der United States Army Air Forces mit. Er stand über einige Jahre bei Metro-Goldwyn-Mayer unter Studiovertrag. Ende der 1940er-Jahre steigerte er seinen Bekanntheitsgrad unter anderem durch den Film noir Stadt ohne Maske und den Kriegsfilm Kesselschlacht. In der 1950 erschienenen Komödie Vater der Braut und der ein Jahr später veröffentlichten Fortsetzung Ein Geschenk des Himmels spielte er den Ehemann von Elizabeth Taylors Figur beziehungsweise den Schwiegersohn von Spencer Tracys Figur. In Billy Wilders Stalag 17 war er 1953 in der zweiten Hauptrolle hinter William Holden als Kriegsgefangener Lieutenant Dunbar zu sehen.
Ab Mitte der 1950er-Jahre wurde Taylor als Regisseur tätig, wonach er seine Schauspielkarriere zurückstellte. Er drehte in den 1950er- und 1960er-Jahren vor allem Episoden verschiedenster Fernsehserien. Sein erster Kinofilm Ente gut – Alles gut! mit Mickey Rooney in der Hauptrolle erschien im Jahr 1961, dem sollten zehn weitere Kinofilme unter seiner Regie folgen. Mit dem Film Flucht vom Planet der Affen drehte er 1971 die zweite Fortsetzung zu Planet der Affen. 1978 inszenierte er Damien – Omen II, die erste Fortsetzung des Horrorklassikers Das Omen. Er bekam den Job, da der ursprünglich vorgesehene Regisseur Mike Hodges auf Grund kreativer Differenzen die Produktion verlassen hatte. In den 1980er-Jahren klang seine Karriere als Regisseur mit der Inszenierung von Fernsehfilmen aus.
1964 war er für seine Regiearbeit für die Fernsehserie The Farmer's Daughter für einen Emmy Award nominiert. Für seine Arbeit an Die Insel des Dr. Moreau war Taylor 1978 für einen Saturn Award als Bester Regisseur nominiert. 
Taylor war zweimal verheiratet. Mit der Schauspielerin Phyllis Avery war er von 1945 bis 1955 verheiratet, aus dieser Ehe stammen zwei Kinder. 1964 heiratete er die ebenfalls als Schauspielerin tätige Hazel Court, mit ihr hatte er einen Sohn und eine Tochter. Don Taylor ist auf dem Westwood Village Memorial Park Cemetery bestattet.

## Filmografie (Auswahl)

### Schauspieler
- 1943: Und das Leben geht weiter (The Human Comedy)
- 1943: Thousands Cheer
- 1943: Girl Crazy
- 1944: Winged Victory
- 1947: Das Lied vom dünnen Mann (Song of the Thin Man)
- 1948: Stadt ohne Maske (The Naked City)
- 1949: Kesselschlacht (Battleground)
- 1950: Die Letzten von Fort Gamble (Ambush)
- 1950: Vater der Braut (Father of the Bride)
- 1951: Ein Geschenk des Himmels (Father’s Little Dividend)
- 1951: Stählerne Schwingen (Flying Leathernecks)
- 1951: Das Herz einer Mutter (The Blue Veil)
- 1951: U-Kreuzer Tigerhai (Submarine Command)
- 1952: Japanese War Bride
- 1953: Durch die gelbe Hölle (Destination Gobi)
- 1953: Stalag 17
- 1954: Männer, Mädchen und Motoren (Johnny Dark)
- 1954: Robin Hood, der rote Rächer (The Men of Sherwood Forest)
- 1955: Und morgen werd’ ich weinen (I’ll Cry Tomorrow)
- 1956: Ein Fetzen Leben (The Bold and the Brave)
- 1957: Alfred Hitchcock präsentiert (Alfred Hitchcock Presents, Fernsehserie, Folge 3x05)
- 1957: Love Slaves of the Amazons
- 1961: Abenteuer im wilden Westen (Dick Powell’s Zane Grey Theater, Fernsehserie, Folge 5x19)
- 1961: Bis aufs Blut (Savage Guns)
- 1964: Amos Burke (Burke’s Law, Fernsehserie, 2 Folgen)
- 1969: Die fünf Gefürchteten (Un esercito di 5 uomini)

### Regisseur
- 1957–1959: Alfred Hitchcock präsentiert (Alfred Hitchcock Presents; Fernsehserie, 7 Folgen)
- 1958–1960: Dezernat M (M Squad; Fernsehserie, 9 Folgen)
- 1960–1961: Abenteuer im wilden Westen (Zane Grey Theatre; Fernsehserie, 6 Folgen)
- 1961: Ente gut – Alles gut! (Everything's Ducky)
- 1963–1964: Katy (Fernsehserie, 14 Folgen)
- 1963–1965: Amos Burke (Fernsehserie, 8 Folgen)
- 1964: Surfen auf Leben und Tod (Ride the Wild Surf)
- 1967: Der Diamantenprinz (Jack of Diamonds)
- 1968: Big John macht Dampf (Something for a Lonely Man, Fernsehfilm)
- 1969: Die fünf Gefürchteten (Un esercito di cinque uomini)
- 1971: Flucht vom Planet der Affen (Escape from the Planet of the Apes)
- 1971/1973: Cannon (Fernsehserie, 2 Folgen)
- 1973: Tom Sawyers Abenteuer (Tom Sawyer)
- 1976: Echos eines Sommers (Echoes of a Summer)
- 1976: Der Supermann des Wilden Westens (The Great Scout & Cathouse Thursday)
- 1977: Die Insel des Dr. Moreau (The Island of Dr. Moreau)
- 1978: Damien – Omen II
- 1980: Der letzte Countdown (The Final Countdown)
- 1981: Operation Red Flag (Red Flag: The Ultimate Game)
- 1982: Vater kratzt die Kurve (Drop-Out Father, Fernsehfilm)
- 1985: Die Errol-Flynn-Legende (My Wicked, Wicked Ways: The Legend of Errol Flynn, Fernsehfilm)
- 1988: Die Diamanten-Lady (The Diamond Trap, Fernsehfilm)